# San Carlo al Corso (titolo cardinalizio)
Il titolo di San Carlo al Corso (in latino: Titulus Sancti Caroli ad Cursum) fu istituito il 6 ottobre 1627 da papa Urbano VIII in sostituzione di quello di San Carlo ai Catinari. Il titolo fu poi soppresso dallo stesso Urbano VIII il 5 settembre 1639, per desuetudine.
Il titolo insisteva sulla basilica dei Santi Ambrogio e Carlo al Corso; sulla stessa basilica dal 1967 insiste il titolo dei Santi Ambrogio e Carlo al Corso.

## Titolari
- Desiderio Scaglia, O.P. † (6 ottobre 1627 - 21 agosto 1639 deceduto)